# Église Saint-Martin de Lamensans
L’église Saint-Martin de Lamensans est un lieu de culte catholique situé sur la commune de Bordères-et-Lamensans, dans le département français des Landes.

## Présentation
L’église d’origine est bâtie par les seigneurs de Lamensans, sur un site dominant la vallée de l'Adour. À la suite des destructions liées aux guerres de Religion du XVIe siècle, elle est reconstruite le siècle suivant sur une base de 6,40 x 10,20 mètres. L’ensemble, peu élevé, est éclairé initialement par deux petites ouvertures. Un premier agrandissement se traduit par l’ajout d’un clocher-mur sur le côté ouest, dont subsiste la porte principale surmontée de l’abri de la cloche. Un second agrandissement au XIXe siècle côté sud permet le rehaussement de l’ensemble et le recentrage du clocheton.
Dédiée à saint Martin, l’église possède à l’intérieur un tableau le représentant en compagnie de la Vierge Marie au pied de la Sainte Croix. Les anciennes armoiries d’un seigneur de Castandet sont également visibles.